# 守田悦雄
守田 悦雄 （もりた えつお、1944年(昭和19年) - ）は、食品業界の研究開発提案型企業 株式会社モリタ食材開発研究所 創業者。
兵庫県尼崎市生まれ。
人工甘味料メーカー守田化学工業所 創業者 守田嘉一の長男。
1971年 世界初のステビア甘味料の開発及び事業展開の当事者。
ステビア甘味料の普及を図ると共に、世界の低カロリー新甘味資源としてステビア栽培研究の奨励と普及に尽力。
ステビア甘味技術研究及びステビア事業展開のパイオニア。
ステビアに関する知的財産・食品用途特許取得・商標戦略化を実践。
「日本ステビア研究所」創設者。
ステビア優良品種「和甜菊機能研究所」創設者。
知的財産活用社会福祉還元ビジネス「ダーズンローズ倶楽部」創設者。
食品業界の知的財産戦略及び商品企画開発・事業戦略コンサルタント。
異業種の商品開発提案及び知的財産戦略アドバイザー。
新しい味づくり差別化・嗜好性向上の融合技術開発者。
民間資格「調味・矯味融合技術師資格審査会」創設者。
異業種業界に関する新技術の開発者。
コラムニスト
。写真家
。「特定非営利活動法人キンダイミュージックアカデミー」「日本音楽振興会」「日本歌謡協会・西日本歌謡協会」認定歌唱指導資格者。

## 足跡・実績
1966年（昭和41年) 守田化学工業株式会社に就職。1969年（昭和44年）新しい食品用の自然・天然甘味料の必要性から転業を模索し、南米パラグアイ原産の植物ステビアと出会う。大規模商業規模栽培法を開発し、国内においてステビア栽培化とステビア甘味料の普及に努めると共に世界に向け新しい甘味資源の創造促進を積極的に発信・提案。
1973年（昭和48年）世界初のステビアエキスの用途特許技術開発に成功。柳野特許事務所(現 柳野国際特許事務所柳野嘉秀所長・柳野隆生会長)から出願・特許公告公報掲載。1976年（昭和51年）「チューインガム」製法特許技術を開発。製法特許を基にカネボウ食品(現:クラシエ)「プレイガム」完成。「プレイガム」は、ステビアの国内知名度・普及に貢献。
1976年（昭和51年）「甘味付与法」の用途技術開発に成功。甘味技術は「ポカリスエットステビア」の企画開発に活用。
1977年（昭和52年）天然ステビア甘味料の現状「月刊誌 食品と科学」に寄稿。1981年（昭和56年）乾燥甘梅商品 スッパイマンの企画開発及び商標戦略と事業展開を助言指導。
1982年（昭和57年）ステビア甘味の展望「月刊誌 食品と科学」に寄稿。
1982年（昭和57年4月）守田化学工業退社。1982年（昭和57年10月）モリタ食材開発研究所　創業者。
1983年（昭和58年7月）株式会社モリタ食材開発研究所 代表取締役。1983年（昭和58年）ステビア甘味料の甘味質改善・矯正技術確立。
1985年（昭和60年）異業種の商品企画開発提案（健康酢飲料水パイロゲン）及び商標戦略を実践。1996年（平成8年）知的財産活用・社会福祉還元ビジネス「ダーズンローズ倶楽部」創設と商標戦略の実践。
1996年(平成8年)異業種企業の商品企画開発に協力・異業種交流会を組織し、経営戦略、指導を行う。
1997年（平成9年）「日本ステビア研究所」創設。2015年（平成27年）「和甜菊機能研究所」創設
。2016年　大阪日日新聞　散歩道コラム「大人の遠足」「人生後期の出会いと思い出づくり」「歌の力で母に恩返し」「良き人生は出会いから」「人生経験からの助言
」寄稿。
2020～2022年（令和2年～4年）大阪日日アマチュア写真コンテスト各テーマ「映画」「贅沢」「地図」「イス」「メガネ」「カメラ」「リンゴ」「トランプ」「ポスト」「絵本」「肝試し」に入賞。

## 公開特許公報技術
- 「漬物の製造法」特許公開公報昭50-036663
- 「甘草甘味成分の呈味改善方法」特許公開公報昭50-036669
- 「液体調味料の製造法」特許公開公報昭50-135256
- 「飲料物の香味改善方法」特許公開公報昭51-001696
- 「ステビオサイドの呈味改善及び甘味増強法」特許公開公報昭52-057366
- 「ステビオサイドの溶解性を改善する方法」特許公開公報昭52-071499
- 「チューインガム」特許公開公報昭58-101649
- 「チューインガムの製造法」特許公開公報昭52-096770
- 「漬物の製造法」特許公開公報昭52-102457
- 「飲料物の製造法」特許公開公報昭52-102469
- 「甘味組成物の製造法」特許公開公報昭52-105260
- 「線香の製造法」特許公開公報昭52-110831
- 「グリチルリチン酸若しくはその塩類の呈味改善法」特許公開公報昭52-114055
- 「甘味料」3件 特許公開公報昭52-117473　特許公開公報昭52-120171　特許公開公報昭52-122676
- 「甘味付与法」特許公開公報昭52-117474
- 「佃煮の製造法」特許公開公報昭52-122640
- 「歯磨き」特許公開公報昭52-125640
- 「複合甘味料」特許公開公報昭52-125671
- 「たばこの香味改善法」特許公開公報昭52-148700
- 「呈味成分の呈味改善方法」特許公開公報昭53-012466
- 「甘草甘味成分の呈味改善方法」特許公開公報昭53-059074
- 「甘味組成物の製造法」特許公開公報昭53-104771
- 「キャンディーの製造法」特許公開公報昭55-013043
- 「洋菓子の製造法」特許公開公報昭55-015747
- 「ステビオールバイオサイドの溶解性改善法」特許公開公報昭58-101660
- 「アルコール及び抗菌剤の臭い味質を改善する方法」特許公開公報平11-206324
- 「飲食物の製造法」特許公開公報平11-225716